# Scelidacantha virginata
Scelidacantha virginata là một loài bướm đêm trong họ Geometridae.